# ライオンズゲート
ライオンズ・ゲート・エンターテインメント・コープ（Lions Gate Entertainment Corp.、Lions Gate Entertainment Corporationとしても知られ、ライオンズゲート（Lionsgate）の名称で事業を展開）は、カナダとアメリカのエンターテインメント企業。現在カリフォルニア州サンタモニカに本社を構えている。1997年7月10日、フランク・ギストラによって設立され、ブリティッシュコロンビア州バンクーバーに法人登録された。
2024年まで、ライオンズゲートは自社の傘下に映画およびテレビスタジオを所有していたが、その後、これらのスタジオはライオンズゲート・スタジオとして分社化された。この新しい会社の87％をライオンズゲートが所有している。

## 歴史

### 設立
ライオンズゲートは1997年にフランク・ギストラによって設立された。彼の1600万ドルの投資に加え、キーユル・パテルやヨークトン証券の幹部であるG・スコット・パターソンなどの投資家からの4000万ドルの出資もあった。ギストラは直前に投資銀行ヨークトンのCEOを退任しており、パターソンは当時その社長であった。ギストラは、ライオンズゲートをトロント証券取引所に上場していたベリンジャー・ゴールド株式会社（1986年設立）と合併させ、会社を公開企業とした。ベリンジャーの鉱業資産はすぐに売却された。
その後、ライオンズゲートは映画業界への進出を目指して一連の買収を開始した。小規模な製作施設や配給会社を次々と買収し、その最初の例としてモントリオールに拠点を置くシネピックス・フィルム・プロパティーズ（現在のライオンズゲート・フィルムズとなった）や、ブリティッシュコロンビア州バンクーバーのノースショア・スタジオ（2006年までライオンズゲート・スタジオとして知られていた）を取得した。また、ピーター・グーバーからマンダレイ・テレビジョンを買収し、ライオンズゲートの4%の株式を提供した。

#### 初期の歴史
1998年、ライオンズゲートはグーバーと共に45%の出資でマンダレイ・ピクチャーズを設立した。同社はその後、6月にインターンナショナル・ムービー・グループ（IMG）を買収した。IMGは破産した映画配給会社で、グーバーとヨークトン証券が以前に投資していた。IMGのCEOであったピーター・ストラウスは、ライオンズゲート・エンターテインメント株式会社（LGE）の社長に就任した。LGEは、ライオンズゲートのアメリカ国内の事業の親会社として機能した。また、ライオンズゲート・メディア子会社も設立され、テレビ向けの製作を行うことになった。
最初の営業年度を終えた時点で、ライオンズゲートの売上は4220万ドル、損失は39万7000ドルであった。同社の株価は1.40ドルまで下落し、株式交換による買収の可能性が限られたため、ライオンズゲートはリアリティベースのテレビ製作会社ターミテ・アート・プロダクションズを275万ドルで買収した。その後、ギストラは株主に、同社の公開取引をトロント証券取引所からアメリカ証券取引所に移し、株式の2対1の統合を行うことを提案し、株価の上昇を図った。
1999年1月には、ロマン・ドロニウクがライオンズゲートの社長兼最高執行責任者に就任し、同年4月には財務運営がドロニウクのオフィスがあるオンタリオ州トロントに移されたが、本社はバンクーバーに残された。同年、ライオンズゲートはアメリカにアバランチ・フィルムズを設立し、ビデオ販売のためにスターリング・ホーム・エンターテインメントの半数を取得した。2年目には930万ドルの損失を計上し、売上は7830万ドルに達したが、マンダレイ・ピクチャーズへの出資が大きな損失の原因であった。このため、同年夏にスタジオを売却しようとしたが買い手は見つからなかった。また、テレビ部門はリスクの高いネットワーク番組ではなく、ネットワーク外の1時間番組に注力する方針に変更され、マンダレイ・テレビジョンとの関係も解消された。会社は追加資本を求めて優先株と普通株ワラントの売却、そして1340万ドルの信用枠を申請する予備目論見書を提出した。

### 2000年代の拡大
2000年1月、ポール・アレン、ソニー・ピクチャーズ元幹部ジョン・フェルタイマー、ドイツの放送会社テレ＝ミュンヘン、およびSBSブロードキャスティングSAを含む投資家グループからの3310万ドルの投資が追加され、フェルタイマーがギストラに代わってCEOに就任した。ドロニウクはこの交代により会社を去った。フェルタイマーはアバランチで複数の100万ドル規模の映画を含む映画制作を増やした。6月にはライオンズゲートがトリマーク・ホールディングスを約5000万ドルの株式と現金で買収し、3600万ドルの負債も引き受けた。
2003年12月15日、アーティザン・エンターテインメントを2億2000万ドルで買収した。この買収により、ライオンズゲートはマリナ・デル・レイからアーティザンの本社があるサンタモニカに移転した。2004年、エリック・ネルソンがターミテ・アートを再取得し、クリエイティブ・ディファレンスと改名した。
2005年、ラテン系市場向けの映画製作を目的にパナマックス・フィルムズと提携し、2本の映画を製作した。同年4月13日、カナダの配給部門をメープル・ピクチャーズとして分社化し、元ライオンズゲート幹部のブラッド・ペルマンとローリー・メイが指揮を執った。8月1日には、スウェーデンのテレビ会社モダン・タイムズ・グループのアメリカ映画部門モダン・エンターテインメントの全ライブラリを買収した。10月17日には、イギリスの会社レッドバス・フィルム・ディストリビューションを3500万ドルで買収し、2006年2月23日にライオンズゲートUKと改名した。
2006年3月15日、ライオンズゲート・スタジオをボサ・デベロップメントに売却した。同年7月12日には、独立系テレビ配給会社デブマー・マーキュリーを買収し、ライオンズゲートの子会社として運営を継続した。同年8月には、リオ・ランチョ市の建設中の市センターとアリーナ近くの52.8エーカーの新しいスタジオ用地をリースする契約を締結した。
2007年7月26日、ライオンズゲートは独立系映画配給会社「ロードサイド・アトラクションズ」の一部株式を購入した。同年6月までに、ライオンズゲートはライオンズゲート・ミュージックを立ち上げた。同年9月10日、ライオンズゲートはマンダレイ・ピクチャーズを5630万ドルで買収し、そのうち4430万ドルが現金、1200万ドルが株式であり、またマンダレイの債務660万ドルも引き受けた。CEOのジョー・ドレイクは、同社の映画部門の共同最高執行責任者として復帰した。
2008年7月までに、ライオンズゲートはリオ・ランチョの新しい映画スタジオの建設や、ニューメキシコ州との合意に基づくスタジオ運営の準備について進展がなかった。同年11月、ライオンズゲート・ミュージックは音楽出版社ｗワインド＝アップ・レコーズと合弁事業を設立した。
2009年1月、ロヴィからTVガイド・ネットワークとTVGuide.comを2億5500万ドルの現金で購入した。同年5月、ライオンズゲートは株主であるカール・アイカーンの圧力により、TVガイド・ネットワークとウェブサイトの49%の株式をワン・エクイティ・パートナーズに売却した。
2009年2月、ライオンズゲートは年間製作する映画の本数を4本減らす決定をした。同年4月、ライオンズゲートはレラティビティ・メディアと5本の映画配給契約を結んだ。同年8月、レッドボックスと5年間の同日リリース契約を結び、その契約額は1億5800万ドルであった。また、ライオンズゲートはメトロ・ゴールドウィン・メイヤーやパラマウント・ピクチャーズ/バイアコムと共に、有料テレビ映画チャンネルEpixの共同所有者となり、同チャンネルは10月30日にデビューした。

### 2010年代
2010年9月13日、ライオンズゲートとテレビサは、アメリカのラテンアメリカ市場を対象に年間8から10本の映画を制作するために、共同事業パンテリオン・フィルムズを設立した。
2011年9月、カナダの配給部門メープル・ピクチャーズをアライアンス・フィルムズに売却した。
2012年1月13日、ライオンズゲートは「トワイライト・サーガ」シリーズの製作・配給会社であるサミット・エンターテインメントを4億1,250万ドルで買収した。両社は2008年から統合を計画していた。同年10月6日、ライオンズゲートはブライアン・ゴールドスミスがスティーブ・ビークスと共に共同最高執行責任者に就任すると発表した。2012年11月18日、ライオンズゲートは『ハンガー・ゲーム』や『トワイライト・サーガ/ブレイキング・ドーン Part2』の成功により、初めて10億ドルを超えたと発表した。
2013年12月23日、『ハンガー・ゲーム2』、『グランド・イリュージョン』、『No se aceptan devoluciones』、『Kevin Hart: Let Me Explain』の成功により、2年連続で国内外で10億ドルを超えたと発表した。
2014年4月14日、コムキャストは、ライオンズゲートとソニー・ピクチャーズ エンターテインメントからフェアネットの残りの株式を取得した。同年4月21日、ライオンズゲートは映画のマーケティング業務を統合すると発表した。数日後の4月30日、ライオンズゲートはゲーム開発分野への拡大を発表した。
2015年、ライオンズゲートはCBSコーポレーションの映画部門であるCBSフィルムズの配給業務を引き継いだ。
2015年2月11日、ジョン・C・マローンは、スターズの4.5%の株式（投票権の14.5%に相当）をライオンズゲートの3.4%の株式と交換し、同社の取締役会に参加した。14日後、スターズのCEOクリス・アルブレヒトは、ライオンズゲートとの合併の可能性を示唆した。
2015年4月1日、Deadlineの報道によれば、ライオンズゲートは新レーベルライオンズゲート・プレミアを設立した。この新しいレーベルは年間最大15作品を劇場およびデジタルプラットフォーム向けにリリースし、若年層の観客をターゲットにしている。このレーベルは、会社の多角化戦略の一環として設立され、ライオンズゲートとサミット・エンターテインメントのタイトル（「ステップ・アップ」シリーズや「RED/レッド」シリーズを含む）を取り込み、特定の視聴者に向けた「ブランド化されたコンテンツとターゲットマーケティング」を行う「革新的なマルチプラットフォームおよびその他のリリース戦略」に特化する予定である。マーケティングとリサーチはSVPのジーン・マクドウェルが担当し、配給は現在ウェスタン・セールスを担当しているアダム・ソレンセンが管理することとなった。
2015年11月10日、マローンの他の2つの会社、リバティ・グローバルとディスカバリー（現在はワーナー・ブラザース・ディスカバリー）がライオンズゲートに共同出資し、1億9500万ドルから4億ドルの間の投資を行い、同社の3.4％の株式を取得した。その後、2016年6月30日、ライオンズゲートはスターズを44億ドルの現金と株式で買収することに合意し、2016年12月にはスターズの親会社となった。
2015年11月12日、ライオンズゲートはアルメニア系アメリカ人のテレビプロデューサーのクレイグ・ピリジアンと提携し、彼のピルグリム・スタジオズの株式を200百万ドルで50％以上取得した。ピリジアンはCEOとしての地位を維持し、ピルグリムは独立して運営を続ける。この取引により、ライオンズゲートは主要な無脚本コンテンツプロバイダーとなった。
2016年7月13日、ライオンズゲートは、英国の無脚本テレビ番組制作スタートアップ、プライマル・メディアに少数株を取得した。プライマル・メディアは、かつてソニー・ピクチャーズ テレビジョンに買収されたゴーグルボックス・エンターテインメントを立ち上げたマット・スタイナーとアダム・ウッドによって設立された。AT&Tもライオンズゲートの約2％の株式を所有している。
2017年12月15日、米国の週刊金融新聞『バロンズ』は、マローンが12月4日から13日にかけて、約10万8,000株のライオンズゲートのクラスB株を1株29.63ドルで売却し、合計で320万ドルを得たと報じた。現在、マローンは直接および間接的に600万株の非議決権クラスB株と、600万株の議決権付きクラスA株を実質的に所有している。
ワインスタイン効果を受け、ライオンズゲートは買収候補として名乗りを上げた22社のうちの1つとして、ワインスタイン・カンパニーの買収に関心を示した。
2018年、ライオンズゲートは新たに設立したデジタルコンテンツユニットスタジオLが初の作品リストを発表した。同年10月、アガピ・カポラニスが国際テレビとデジタル配給のプレジデントとしてピーター・イアコノの後任に就任した。

#### 2018−2023: 買収対象
2018年1月、ライオンズゲートは買収を巡る入札戦争の対象となっていることが報じられ、コムキャストとソニー・ピクチャーズがオファーを出したと伝えられた。
当時、ライオンズゲートの副会長マイケル・バーンズはCNBCのインタビューで、ライオンズゲートは主にCBSとバイアコムとの合併に関心があると述べた。バイアコムとライオンズゲートはどちらもワインスタイン・カンパニーの買収に関心を示していた。
2018年2月27日、入札戦争の発表から1か月後、『バラエティ』は詳細な記事で、玩具メーカーのハズブロ（2017年の映画『映画マイリトルポニー プリンセスの大冒険』では、同社のオールスパーク部門が所有するオールスパーク・ピクチャーズの劇場用映画資金調達部門を通じて協力していた）がライオンズゲートの買収に接近したが、最終的に契約は成立しなかったことを報じた。ハズブロはその後、2019年12月30日にエンターテインメント・ワン（eOne）を買収することになる。
2019年10月3日、マローンはライオンズゲートの持株の売却を完了した。
2021年4月、ライオンズゲートのスターズ部門は、ラテンアメリカにおけるStar+ブランドの使用についてウォルト・ディズニー・カンパニーに対してブラジル、アルゼンチン、メキシコで差し止め請求を行った。両社は同年8月に和解に達した。
2021年7月、スパイグラス・メディア・グループの18.9％の株式を取得し、スパイグラスからワインスタイン・カンパニーのカタログを買収した。

### 2023–現在：エンターテインメント・ワンの買収とスタジオ分割
2023年1月から、ライオンズゲートはトロントを拠点とするシネプレックス・エンターテインメントの子会社であるシネプレックス・ピクチャーズとの映画配給契約を締結し、選ばれたライオンズゲートの作品をカナダで公開することとなった。
2023年7月、『Deadline』はライオンズゲートがハズブロからエンターテインメント・ワンを買収する有力候補であることを報じた。2023年8月、ライオンズゲートはエンターテインメント・ワンの映画およびテレビ資産をハズブロから5億ドルで買収することを発表した。買収対象には、ライオンズゲートが2011年にアライアンス・フィルムズに売却したメイプル・ピクチャーズの商標も含まれている。ライオンズゲートは、購入に関連して3億7500万ドルの現金と1億2500万ドルの制作融資を支払う予定である。買収は2023年12月27日に完了し、eOneは翌年に、ライオンズゲート・カナダとしてブランドを変更し、ライオンズゲートのカナダでの拠点を再確立した。
2023年12月、ライオンズゲートはエンターテインメント・ワンの買収完了後、映画およびテレビ資産をスタートする計画を発表した。スタジオ部門は、イーライ・ベイカーが率いる特別買収目的会社であるスクリーミング・イーグル・コーポレーションと合併し、ライオンズゲート・スタジオとして別の上場企業を形成することとなった。この取引により、ライオンズゲート・スタジオの評価額は46億ドルとなり、2024年5月7日に取引が成立した。ライオンズゲート・スタジオは2024年5月14日に設立され、NASDAQでLIONという株式シンボルで取引が開始された。ライオンズゲートは、分割後もライオンズゲート・スタジオの約87％を所有し、引き続き支配株主であり続ける。

## 部門・ユニット

### ライオンズゲート・インタラクティブ・ベンチャーズ&ゲーム
ライオンズゲート・インタラクティブ・ベンチャーズ＆ゲームは、ライオンズゲートのコンピュータゲーム開発部門である。2014年4月に設立され、ナーディスト・インダストリーズの共同創設者であるピーター・レヴィンが責任者を務めている。この部門は、ライオンズゲートのフランチャイズを基にしたマルチプラットフォームゲームの制作および配信、並びにデジタルビジネスへの投資を専門としている。代表的なフランチャイズの一つは「ブレア・ウィッチ」で、ライオンズゲート・ゲームズは2019年に、ゲーム「ブレア・ウィッチ」を発売した。

### ライオンズゲート・エンタテイメント・ワールド
ライオンズゲート・エンターテイメント・ワールドは、ライオンズゲートの大ヒット映画フランチャイズ（「ハンガー・ゲーム」、「ダイバージェント」、「グランド・イリュージョン」シリーズなど）を基にした屋内型インタラクティブ体験センターで、2019年上半期に中国の珠海市横琴に開設された。ライオンズゲートのこのプロジェクトは、香港のコングロマリットである麗新集団による投資であり、シンクウェル・グループによって設計・制作された。

### セレスティアル・タイガー・エンターテイメント
2008年、ライオンズゲートはサバン・キャピタル・グループとセレスティアル・ピクチャーズとともに、セレスティアル・タイガー・エンターテイメント（CTE）を設立した。CTEは、ライオンズゲートの財産の中華圏と東南アジアにおける配給権を管理している。

### 配給
最近の自社製作でない映画のペイ・パー・ビューとオン・デマンドでの配給は、NBCユニバーサル・シンジケーション・スタジオを通じてユニバーサル・ピクチャーズが監督している（ユニバーサルは、初期のライオンズゲート映画の多くの家庭用ビデオとテレビの権利を保持していた）。一方、他の映画（特に自社製作映画）は、ライオンズゲートのシンジケート部門を通じて、ケーブルおよび地上波テレビに配給されている。
また、Amazon MGMスタジオは、MGMテレビジョンを通じてライオンズゲートのシンジケート部門によって、国際的なケーブル、デジタル、地上波テレビで配給されている。

### テレビ・ストリーミング
ライオンズゲートの主要な販路は、有料のケーブルと衛星のテレビネットワークであるStarzであり、これには姉妹チャンネルのStarz EncoreとMoviePlexが含まれている。
「MovieSphere by Lionsgate」、「OuterSphere by Lionsgate」、「HerSphere by Lionsgate」といった「Sphere」シリーズのチャンネルに加えて、ライオンズゲートは様々なパートナーシップを通じて他のストリーミングサービスと広告付無料ストリーミングテレビチャンネルも運営している。エボニー・メディア・グループとの共同事業で、同社は「Ebony TV by Lionsgate」チャンネルをプログラムしている。
2015年には、トライベッカ・エンタープライズと共同で「Tribeca Shortlist」ストリーミングサービスと「Tribeca Channel」FASTチャンネルを立ち上げた。
2017年には、コメディアンのケヴィン・ハートと提携し、「LOL Network」を立ち上げた。
2023年、ライオンズゲート、ワーナー・ブラザース・ディスカバリー、グレイ・テレビジョンは、「Free TV Networks」を設立した。

## 主な映画
- 『ガンメン』Gunmen（1994）
- 『ブレア・ウィッチ・プロジェクト』（1999）
- 『アメリカン・サイコ』American Psycho（2000）
- 『ワンダーランド (2003年の映画)』Wonderland（2003）
- 『オープン・ウォーター』Open Water（2003）
- 『華氏911』Fahrenheit 9/11（2004）
- 『デイ・アフター・トゥモロー』The Day After Tomorrow（2004）
- パニッシャーシリーズ
  - 『パニッシャー (2004年の映画)』Punisher（2004）
  - 『パニッシャー: ウォー・ゾーン』Punisher: War Zone（2008）
- ソウシリーズ
  - 『ソウ (映画)』Saw（2004）
  - 『ソウ2』Saw 2（2005）
  - 『ソウ3』Saw 3（2006）
  - 『ソウ4』Saw 4（2007）
  - 『ソウ5』Saw 5（2008）
  - 『ソウ6』Saw 6（2009）
  - 『ソウ ザ・ファイナル 3D』Saw 3D（2010）
  - 『ジグソウ:ソウ・レガシー』Jigsaw（2017）
  - 『スパイラル:ソウ オールリセット』Spiral: From The Book of Saw（2021）
  - 『ソウX』Saw X（2023）
- 『クラッシュ (2004年の映画)』Crash（2004）
- 『ホテル・ルワンダ』Hotel Rwanda（2004）
- アドレナリンシリーズ
  - 『アドレナリン (映画)』Crank（2006）
  - 『アドレナリン:ハイ・ボルテージ』Crank: High Voltage（2009）
- 『監獄島』The Condemned（2007）
- 『ローグ アサシン』War（2007）
- 『ドラゴン・キングダム』The Forbidden Kingdom（2008）
- 『アイズ (2008年の映画)』The Eye（2008）
- エクスペンダブルズシリーズ
  - 『エクスペンダブルズ』The Expendables（2010）
  - 『エクスペンダブルズ2 』The Expendables 2（2012）
  - 『エクスペンダブルズ3 ワールドミッション』The Expendables 3（2014）
  - 『エクスペンダブルズ ニューブラッド』Expend4bles（2023）
- アルファ・アンド・オメガシリーズ
  - 『アルファ・アンド・オメガ』 Alpha and Omega（2010）
  - 『アルファ・アンド・オメガ2』Alpha and Omega 2: A Howl-iday Adventure（2013）
  - 『アルファ・アンド・オメガ3』Alpha and Omega 3: The Great Wolf Games（2014）
  - 『アルファ・アンド・オメガ4』Alpha and Omega: The Legend of the Saw Tooth Cave（2014）
  - 『アルファ・アンド・オメガ5』Alpha and Omega: Family Vacation（2015）
  - 『アルファ・アンド・オメガ6』Alpha and Omega: Dino Digs（2016）
  - 『アルファ・アンド・オメガ7』Alpha and Omega: The Big Fureeze（2016）
  - 『アルファ・アンド・オメガ8』Alpha and Omega: Journey to Bear Kingdom（2017）
- キック・アスシリーズ
  - 『キック・アス (映画)』Kick-Ass（2010）
  - 『キック・アス/ジャスティス・フォーエバー』Kick-Ass 2（2013）
- ハンガー・ゲームシリーズ
  - 『ハンガー・ゲーム (映画)』The Hanger Games（2012）
  - 『ハンガー・ゲーム2』The Hunger Games: Catching Fire（2013）
  - 『ハンガー・ゲーム FINAL: レジスタンス』 The Hunger Games: Mockingjay - Part 1（2014）
  - 『ハンガー・ゲーム FINAL: レボリューション』The Hunger Games: Mockingjay - Part 2（2015）
  - 『ハンガー・ゲーム0』The Hunger Games: The Ballad of Songbirds & Snakes（2023）
- 『アナーキー』Cymbeline（2014）
- 大脱出シリーズ
  - 『大脱出』Escape Plan（2013）
  - 『大脱出2』Escape Plan 2: Hades（2018）
  - 『大脱出3』Escape Plan: The Extractors（2019）
- 『しろくまノーム』Norm of the North（2016）
- 『しろくまノーム ニューヨークへ』Norm of the North（2018）
- 『キング・オブ・エジプト』 Gods of Egypt（2016）
- 『ラ・ラ・ランド』 La La Land（2016）
- 『パワーレンジャー (映画)』Power Rangers（2017）
- 『映画マイリトルポニー プリンセスの大冒険』My Little Pony: The Movie（2017）
- ヒットマンズ・ボディガードシリーズ
  - 『ヒットマンズ・ボディガード』The Hitman's Bodyguard（2017）
  - 『ヒットマンズ・ワイフズ・ボディガード』Hitman's Wife's Bodyguard（2021）
- 『ワンダー 君は太陽』Wonder（2017）
- 『ハンターキラー 潜航せよ』Hunter Killer（2018）
- 『アンテベラム』Antebellum（2020）
- 『生きる LIVING』Living（2022）
- 『イマジナリー』Imaginary（2024）
- 『ボーダーランズ』Borderlands（2024）